# Schnee in Amsterdam
Schnee in Amsterdam ist ein Roman des nordirischen Schriftstellers Bernard MacLaverty, der 2018 im Verlag C. H. Beck in München erschien. Die englische Originalausgabe wurde 2017 unter dem Titel Midwinter Break bei Jonathan Cape in London veröffentlicht.

## Handlung
Stella und Gerry Gilmore sind seit vielen Jahren verheiratet und leben in Glasgow. Mitten im Winter entschließen sie sich, für ein paar Tage Urlaub nach Amsterdam zu verreisen. Der Roman schildert ihre Erlebnisse während dieses Urlaubs, mehrmals unterbrochen von Erinnerungen an frühere Ereignisse.
Stellas und Gerrys einziger Sohn Michael ist nach Kanada ausgewandert und lebt dort zusammen mit seiner Frau, der Frankokanadierin Danielle und dem dreijährigen Enkel Toby. Stella und Gerry waren auch schon in Kanada zu Besuch bei der jungen Familie ihres Sohns, und diese wiederum hat Stella und Gerry in Glasgow besucht.
Stella und Gerry verstehen einander auch nach ihrer langen Ehe immer noch sehr gut und unterhalten sich angeregt miteinander. Ihre zuweilen witzigen Diskussionen nehmen breiten Raum im Roman ein. Einzig Gerrys Alkoholproblem wirft einen dunklen Schatten auf ihre Beziehung. Allzu oft füllt er sein Glas mit Whiskey auf oder bedient sich direkt aus der Flasche. Auch während ihres Aufenthalts in Amsterdam sucht er, während Stella schläft, Läden in der Nähe des Hotels auf und besorgt sich Nachschub. Die neu gekauften Halbflaschen mit Whiskey versteckt er in den Taschen seines Jacketts. Stella weiß trotzdem sehr wohl, dass er zu viel trinkt.
Am Morgen nach der ersten Nacht im Hotel sucht Stella, während Gerry noch schläft, allein den Begijnhof auf, eine Häuseranlage mit großzügigem Innenhof, in der Beginen wohnten: „eine katholische Gemeinschaft von Frauen, die allein lebten, als Nonnen, aber ohne Ordensgelübde. Sie hatten das Recht, in die Welt zurückzukehren und, wenn sie wollten, zu heiraten.“ Stella, die in ihrem katholischen Glauben verwurzelt ist, sieht darin einen möglichen Lebensentwurf für sich selber, nach einer allfälligen Trennung von Gerry.
Gerry, inzwischen wach, sucht Stella in der Stadt und findet sie tatsächlich auf einem Platz. Zusammen besuchen sie zunächst eine Kirche im Begijnhof, danach betrachten sie die Bilder im Rijksmuseum. Abends im Restaurant rückt Stella mit den Gedanken heraus, die sie beschäftigen: „Wir werden nicht jünger. Ich weiß nichts Rechtes mit mir anzufangen - bin ohne Ziel. Es gibt keine Rolle für mich. Der einzige Enkel ist in Kanada, und es hört sich nicht so an, als würden noch welche nachkommen.“ Und etwas später fährt sie fort: „Ich trete auf der Stelle. Die Familie ist aufgezogen - die Arbeit ist getan. Das kann doch nicht alles gewesen sein, oder? Es bleiben nur noch zehn oder zwanzig Jahre. Wir haben den Stoff unseres Lebens falsch zugeschnitten. Er passt nicht.“
Am nächsten Tag begeben sich Gerry und Stella zum Anne-Frank-Haus. Während des Rundgangs durch das Haus bleibt Stella allein in einem Zimmer zurück. Ihr Blick fällt auf einen Kaminsims, auf dem andere Besucherinnen kleine Andenken zurückgelassen haben. Stella löst einen der Ohrringe, die Gerry ihr zu Weihnachten geschenkt hat, von ihrem Ohrläppchen und legt ihn zu den anderen Gegenständen auf dem Kaminsims hinzu, als Zeichen ihrer Verbundenheit mit Anne Frank. Etwas später bereut sie ihre Geste und erklärt Gerry: „Ich habe kein Recht dazu. Es ist Arroganz, wenn man bedenkt, was diese Familie durchgemacht hat. Ich bin keine Jüdin. Ich war in nichts verwickelt, was ihrem Leid vergleichbar wäre.“ Sie kehrt in das Zimmer zurück und nimmt den Ohrring wieder an sich.
Stella kehrt allein zum Beginenhof zurück und sucht das Büro auf, um mit einer Bewohnerin des Hofs zu sprechen. Kathleen Walsh stellt sich ihr vor. Stella fragt sie, wie man sich bewerben könne, um Teil dieser Frauengemeinschaft zu werden. Kathleen nimmt sie mit in ihre kleine Wohnung. Stella erläutert, sie wolle ein sinnvolleres Leben führen und mithelfen, die Welt zu einem besseren Ort zu machen. Kathleen erklärt ihr, es gebe hier keine religiöse Gemeinschaft mehr, sondern nur noch an die hundert Apartments, von denen hin und wieder eines frei werde. Hier würden ledige Frauen wohnen, die es sich leisten könnten und sich ihren Lebensunterhalt selbst verdienten. Der spirituelle Aspekt liege bei jeder Einzelnen. Und die Warteliste für eine Wohnung sei sehr lang. Stella sieht ein, dass sie zu alt ist und der Beginenhof für sie nicht in Frage kommt. Sie erzählt Kathleen, dass sie, als sie mit Michael schwanger war, in Belfast einen Schuss in den Bauch erhielt und wie durch ein Wunder das Baby mit ihr zusammen überlebte. Aber es war für sie danach nicht mehr möglich, weitere Kinder zu bekommen.
Mit dem Zug fahren Stella und Gerry zurück zum Flughafen, während es zu schneien beginnt. Es schneit immer heftiger, und schließlich können an diesem Abend keine Flugzeuge mehr starten, alle Flüge werden annulliert. Gerry hat noch zu viel Whiskey übrig und schüttet so viel wie möglich in sich hinein, bevor sie durch die Sicherheitskontrolle gehen. Stella überlegt sich, ihre gemeinsame Wohnung zu verkaufen und an deren Stelle zwei kleine Apartments zu erwerben. Sie sagt zu Gerry, dass sie ihn verlassen möchte, aber sie wisse nicht, wie sie es anstellen solle. Am anderen Morgen erklärt sie Gerry, nur er könne sein Problem mit dem Trinken in Ordnung bringen, nur er allein. Gerry antwortet, nach dem vergangenen Abend höre er auf zu trinken, er lege ein Gelübde ab. Stella sagt sich, „wenn Gerry mit dem Trinken aufhöre, sei alles möglich. Im Grunde sei er ein gütiger und talentierter Mann, der ein Problem habe.“

## Deutsche Ausgaben
Quelle
Bernard MacLaverty: Schnee in Amsterdam. Roman. Aus dem Englischen von Hans-Christian Oeser. 287 Seiten. C.H. Beck, München 2018, ISBN 978-3-406-72700-9